# ريسنج بوست
ريسنج بوست هي صحيفة بريطانية يومية عن سباق الخيل، سباق الكلاب السلوقية والمراهنات الرياضية، تظهر في شكل مطبوع وعلى شبكة الإنترنت.

## التاريخ
تم تأسيسها بواسطة محمد بن راشد آل مكتوم.

## وصلات خارجية
- ريسنج بوست